# Ненад Томович
Ненад Томович (серб. Nenad Tomović / Ненад Томовић, нар. 30 серпня 1987, Крагуєваць) — сербський футболіст, захисник кіпрського клубу АЕК (Ларнака). Також виступав за національну збірну Сербії.

## Клубна кар'єра
Народився 30 серпня 1987 року в місті Крагуєваць. Вихованець юнацьких команд футбольних клубів «Раднички» (Крагуєваць) та «Рад».
У дорослому футболі дебютував 2004 року виступами за команду «Рад», в якій провів один сезон в другому дивізіоні чемпіонату Сербії та Чорногорії, взявши участь лише у 9 матчах.
Влітку 2004 року перейшов в «Црвену Звезду». Він дебютував у складі клубу в матчі з «Зетою», однак цей матч залишився для Томовича єдиним в складі основної команди за цілий сезон, який белгрідці завершили «золотим дублем». Після цього Ненад півтора року перебував в оренді у клубі «Рад», який виступав у другому дивізіоні чемпіонату Сербії.
Томович на початку 2008 року повернувся в «Црвену Звезду» лише з приходом на пост головного тренера клубу Александара Янковича і став гравцем основи команди, провівши 39 матчів і забивши 1 гол.
Своєю грою за останню команду привернув увагу представників тренерського штабу клубу «Дженоа», до складу якого приєднався 2009 року. Генуезький клуб заплатив за трансфер захисника 1,8 млн євро. Він дебютував у складі команди 30 серпня 2009 року в матчі з «Аталантою».
Всього відіграв за генуезький клуб півтора сезони своєї ігрової кар'єри, проте стати основним гравцем команди не зумів. Через це у січні 2011 року його було віддано в оренду до іншого клубу Серії А «Лечче», де виступав до завершення сезону 11/12, за підсумками якого «Лечче» покинув елітний дивізіон.
2012 року перейшов до «Фіорентини». Відіграв за «фіалок» протягом п'яти сезонів 170 матчів у всіх турнірах.
У серпні 2017 року приєднався до лав «К'єво», а за два роки був відданий в оренду до клубу СПАЛ, який згодом викупив контракт гравця.
Влітку 2021 року перейшов у кіпрський АЕК (Ларнака).

## Виступи за збірні
Протягом 2007–2009 років залучався до складу молодіжної збірної Сербії. На молодіжному рівні зіграв у 9 офіційних матчах, забив 1 гол.
2008 року захищав кольори олімпійської збірної Сербії на Олімпіаді в Пекіні. У складі цієї команди провів усі 3 матчі, проте серби зайняли останнє місце в групі.
14 грудня 2008 року дебютував в офіційних матчах у складі національної збірної Сербії в товариській грі з Польщею (0:1). Загалом до 2015 року провів за збірні 22 матчі.
| Дата       | Місто                | Господарі          | Результат | Гості             | Турнір            | Голи | Примітки |
| ---------- | -------------------- | ------------------ | --------- | ----------------- | ----------------- | ---- | -------- |
| 14-12-2008 | Анталья              | Польща             | 1 – 0     | Сербія            | товариський матч  | -    |          |
| 12-08-2009 | Преторія             | ПАР                | 1 – 3     | Сербія            | товариський матч  | -    | 88'      |
| 09-02-2011 | Тель-Авів            | Ізраїль            | 0 – 2     | Сербія            | товариський матч  | -    | 64'      |
| 03-06-2011 | Сеул                 | Південна Корея     | 2 – 1     | Сербія            | товариський матч  | -    |          |
| 07-06-2011 | Мельбурн             | Австралія          | 0 – 0     | Сербія            | товариський матч  | -    | 54' 75'  |
| 10-08-2011 | Москва               | Росія              | 1 – 0     | Сербія            | товариський матч  | -    |          |
| 06-09-2011 | Белград              | Сербія             | 3 – 1     | Фарерські острови | Відбір до ЧЄ 2012 | -    | 44'      |
| 11-11-2011 | Сантьяго-де-Керетаро | Мексика            | 2 – 0     | Сербія            | товариський матч  | -    | 84'      |
| 14-11-2011 | Сан-Педро-Сула       | Гондурас           | 2 – 0     | Сербія            | товариський матч  | -    | 46'      |
| 16-10-2012 | Скоп'є               | Північна Македонія | 1 – 0     | Сербія            | Відбір до ЧС 2014 | -    | 59'      |
| 14-11-2012 | Сантьяго             | Чилі               | 1 – 3     | Сербія            | товариський матч  | -    |          |
| 06-02-2013 | Нікосія              | Кіпр               | 1 – 3     | Сербія            | товариський матч  | -    |          |
| 26-03-2013 | Белград              | Сербія             | 2 – 0     | Шотландія         | Відбір до ЧС 2014 | -    |          |
| 14-08-2013 | Богота               | Колумбія           | 1 – 0     | Сербія            | товариський матч  | -    |          |
| 11-10-2013 | Белград              | Сербія             | 2 – 0     | Японія            | товариський матч  | -    |          |
| 18-11-2014 | Ханья                | Греція             | 0 – 2     | Сербія            | товариський матч  | -    | 72'      |
| 7-6-2015   | Санкт-Пельтен        | Сербія             | 4 – 1     | Азербайджан       | товариський матч  | -    | 76'      |
| 4-9-2015   | Новий Сад            | Сербія             | 2 – 0     | Вірменія          | Відбір до ЧЄ 2016 | -    |          |
| 7-9-2015   | Бордо                | Франція            | 2 – 1     | Сербія            | товариський матч  | -    |          |
| 8-10-2015  | Ельбасан             | Албанія            | 0 – 2     | Сербія            | Відбір до ЧЄ 2016 | -    | 68'      |
| 11-10-2015 | Белград              | Сербія             | 1 – 2     | Португалія        | Відбір до ЧЄ 2016 | -    |          |
| 13-11-2015 | Острава              | Чехія              | 4 – 1     | Сербія            | товариський матч  | -    | 82'      |
| Усього     |                      | Матчів             | 22        |                   | Голів             | 0    |          |

## Титули і досягнення
- Чемпіон Сербії і Чорногорії (1):

«Црвена Звезда»: 2005-06